# Notholaena nigricans
Notholaena nigricans är en kantbräkenväxtart som först beskrevs av Carl Ludwig Willdenow, och fick sitt nu gällande namn av Nicaise Augustin Desvaux. Notholaena nigricans ingår i släktet Notholaena och familjen Pteridaceae. Inga underarter finns listade.